# Polonaise-Fantaisie

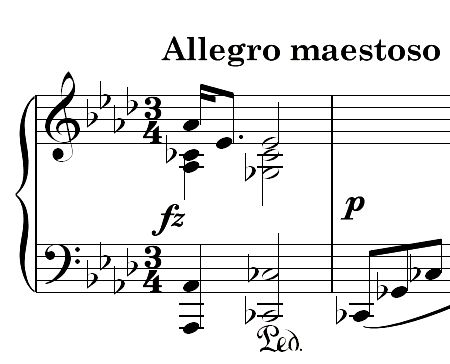
Premières notes de la Polonaise-Fantaisie.

La Polonaise-Fantaisie en la bémol majeur op. 61 est une polonaise de Frédéric Chopin. Composée en 1846, elle est dédiée « à Madame A. Veyret », amie du compositeur, et publiée chez l'éditeur Brandus à Paris.
Polonaise qui n'en a que le nom de par son rythme et sa structure formelle, le style de cette pièce à la délicate et tendre tristesse se rapproche plus de la liberté d'expression des ballades. La proximité immédiate de la rupture de Chopin avec George Sand résonne tout entière dans cette page inspirée.

## Discographie
- Maurizio Pollini Chopin Polonaises Deutsche Grammophon 1975[1]
- Martha Argerich Piano Sonata n°3, Scherzos, Mazurkas, Polonaise Fantaisie Deutsche Grammophon 1967[1]
- Vladimir Horowitz Horowitz plays Chopin RCA, 1966[1]